# Lipová (Děčíni járás)
Lipová település Csehországban, Děčíni járásban. Lipová Vilémov, Lobendava, Dolní Poustevna, Velký Šenov, Steinigtwolmsdorf és Sohland a. d. Spree településekkel határos. Lakosainak száma 579 fő (2024. január 1.).

## Népesség
A település lakosságának változását az alábbi diagram mutatja:
| Lakosok száma | 2978 | 3323 | 2867 | 1029 | 753  | 670  | 592  | 574  | 639  | 579  |
|               | 1869 | 1900 | 1921 | 1961 | 1980 | 2011 | 2016 | 2019 | 2021 | 2024 |